# Jednostki taborowe Wojska Polskiego
Jednostki taborowe Wojska Polskiego – wykaz pododdziałów i zakładów (instytucji) taborowych Wojska Polskiego.

## Wojsko Polskie II RP
W latach 1918–1939, w Wojsku Polskim funkcjonowały następujące pododdziały i zakłady Wojsk Taborowych:
- Dowództwo Taborów WP
- Inspektorat Wojsk Taborowych
- 1 Szwadron Zapasowy Taborów w Warszawie
- 2 Szwadron Zapasowy Taborów w Lublinie
- 3 Szwadron Zapasowy Taborów w Kielcach
- 3 Szwadron Zapasowy Taborów w Grodnie
- 4 Szwadron Zapasowy Taborów w Łodzi
- 5 Szwadron Zapasowy Taborów w Krakowie
- 6 Szwadron Zapasowy Taborów w Przemyślu
- 7 Szwadron Zapasowy Taborów w Poznaniu
- 9 Szwadron Zapasowy Taborów w Grodnie

Szwadrony zapasowe taborów były oddziałami macierzystymi dla żołnierzy pełniących służbę w taborach wielkich jednostek piechoty i jazdy: 1 szwadron dla 1 DLeg. i 8 DP, 2 szwadron dla 9 DP, 3 szwadron dla 2 DLeg., 4 szwadron dla 10 DP, 5 szwadron dla 6 DP).
- Dowództwo Szkół Taborowych
  - Szkoły Podchorążych Taborowych
  - Szkoły Podoficerów Taborowych
- Kolumna Przewozowa nr 1
- Kolumna Przewozowa nr 2 w Warszawie
- Kolumna Przewozowa nr 3
- Główna Składnica (Zbiornica) Taborowa MSWojsk w Tarnowie
- Wojskowa Fabryka Wozów w Krakowie-Grzegórzkach
- Wojskowa Fabryka Wozów w Kielcach
- Wojskowa Fabryka Wozów we Lwowie
- Komisja Odbiorcza Taborów Ministerstwa Spraw Wojskowych
- Dowództwo Taborów przy Dowództwie na Galicję Wschodnią[1]
- Dowództwo Taborów 1 Dywizji Legionów - rtm. Stefan Torma[2]
- Dowództwo Taborów 2 Dywizji Legionów - por. tab. Zygmunt Cuzek[1]
- Dowództwo Taborów 3 Dywizji Legionów
- Dowództwo Taborów 4 Dywizji Piechoty
- Dowództwo Taborów 5 Dywizji Piechoty
- Dowództwo Taborów 6 Dywizji Piechoty
- Dowództwo Taborów 7 Dywizji Piechoty
- Dowództwo Taborów 8 Dywizji Piechoty
- Dowództwo Taborów 9 Dywizji Piechoty
- Dowództwo Taborów 10 Dywizji Piechoty
- Dowództwo Taborów 11 Dywizji Piechoty
- Dowództwo Taborów 12 Dywizji Piechoty - por. Leopold Trąba[3]
- Dowództwo Taborów 13 Dywizji Piechoty
- Dowództwo Taborów 1 Dywizji Litewsko-Białoruskiej
- Dowództwo Taborów 2 Dywizji Litewsko-Białoruskiej
- Tabory Brygady Strzelców Podhalańskich[4]
- Tabory Grupy płk. Sikorskiego - ppor. Jan Śliwiński[5]
- Dowództwo Taborów I Brygady Jazdy
- Dowództwo Taborów II Brygady Jazdy
- Dowództwo Taborów III Brygady Jazdy
- Dowództwo Taborów IV Brygady Jazdy
- Dowództwo Taborów V Brygady Jazdy
- Kolumna Taborowa nr 2 - ppor. Franciszek Mazaraki[3]
- Kolumna Taborowa nr 2 - ppor. Edmund Surowiecki[4]
- Kolumna Taborowa nr 28 (3 DLeg.)
- Kolumna Taborowa nr 33
- Kolumna Taborowa nr 137 (16 DP)
- Kolumna Taborowa (1 Dyw. Litewsko-Białoruska) - ppor. Emil Salzman[6]
- Kolumna Taborowa nr 811 (OGen. „Pomorze”) - ppor. Stanisław Maciejewski[7]
- Dowództwo Wojskowych Taborów Leśnych przy Departamencie VII Intendentury Ministerstwa Spraw Wojskowych (1921)

### Organizacja pokojowa Taborów w latach 1921-1925
- Wydział Taborowy Departamentu II Jazdy Ministerstwa Spraw Wojskowych w Warszawie
- 1 Dywizjon Taborów w Warszawie 1921-1925 → 1 Szwadron Taborów
- 2 Dywizjon Taborów w Lublinie 1921-1925 → 2 Szwadron Taborów
- 3 Dywizjon Taborów w Sokółce (Kadra Szwadronu Zapasowego w Grodnie) 1921-1925 → 3 Szwadron Taborów
- 4 Dywizjon Taborów w Łodzi 1921-1925 → 4 Szwadron Taborów
- 5 Dywizjon Taborów w Krakowie 1921-1925 → 5 Szwadron Taborów
- 6 Dywizjon Taborów we Lwowie 1921-1925 → 6 Szwadron Taborów
- 7 Dywizjon Taborów w Poznaniu 1921-1925 → 7 Szwadron Taborów
- 8 Dywizjon Taborów w Toruniu 1921-1925 → 8 Szwadron Taborów
- 9 Dywizjon Taborów w Brześciu 1921-1925 → 9 Szwadron Taborów
- 10 Dywizjon Taborów w Przemyślu 1921-1925 → 10 Szwadron Taborów

Zakłady służby taborowej (zob. administracja sił zbrojnych)
- Centralne Składy Taborowe w Warszawie
- Wojskowa Wytwórnia Materiałów Taborowych w Poznaniu

Obsada personalna Taborów w 1923 roku
- szef Wydziału Taborowego Departamentu II Jazdy - płk tab. Filip Siarkiewicz (od 24 VIII 1923)
- dowódca 1 Dywizjonu Taborów - płk tab. Witold Płatuski
- dowódca 2 Dywizjonu Taborów - płk tab. Edward Terlecki
- dowódca 3 Dywizjonu Taborów - ppłk tab. Władysław Czermak
- dowódca 4 Dywizjonu Taborów - ppłk tab. Stefan Bzowski
- dowódca 5 Dywizjonu Taborów - ppłk tab. Jan Kostrzewski
- dowódca 6 Dywizjonu Taborów - ppłk tab. Artur Rössner (od 16 VIII 1923)
- p.o. dowódcy 7 Dywizjonu Taborów - mjr tab. Jerzy Chrzanowski
- dowódca 8 Dywizjonu Taborów - ppłk tab. Edmund Schäffer
- dowódca 9 Dywizjonu Taborów - ppłk tab. Aleksander Stolarski
- p.o. dowódcy 9 Dywizjonu Taborów - mjr tab. Zygmunt Marian Janowski (od 15 XI 1923[8])
- dowódca 10 Dywizjonu Taborów - ppłk tab. Leon Szubert
- p.o. kierownika Centralnych Składów Taborowych - mjr tab. Konstanty Stamirowski
- kierownik Wojskowej Wytwórni Materiałów Taborowych - ppłk tab. Stefan Torma[9]

12 września 1930 roku została wydana „Organizacja taborów na stopie pokojowej. Przepisy służbowe”, a 18 września 1930 roku został wydany rozkaz o wprowadzeniu w życie organizacji formacji taborowych. Na podstawie tych dokumentów dziesięć skadrowanych szwadronów taborów zostało przeformowanych w dwa dywizjony taborów (5 i 10) oraz osiem kadr dywizjonów taborów. Nowa organizacja pokojowa taborów została wprowadzona w życie w październiku 1930 roku
- Wydział Taborów Departamentu II Kawalerii Ministerstwa Spraw Wojskowych w Warszawie
- Kadra oficerów taborowych przy Dep. II Kaw. M.S.Wojsk.
- Szefostwo Taborów DOK I w Warszawie
- Szefostwo Taborów DOK II w Lublinie
- Szefostwo Taborów DOK III w Grodnie
- Szefostwo Taborów DOK IV w Łodzi
- Szefostwo Taborów DOK V w Krakowie
- Szefostwo Taborów DOK VI we Lwowie
- Szefostwo Taborów DOK VII w Poznaniu
- Szefostwo Taborów DOK VIII w Toruniu
- Szefostwo Taborów DOK IX w Brześciu
- Szefostwo Taborów DOK X w Przemyślu
- 1 Szwadron Taborów w Warszawie 1925-1931 → Kadra 1 Dywizjonu Taborów
- 2 Szwadron Taborów w Lublinie 1925-1931 → Kadra 2 Dywizjonu Taborów
- 3 Szwadron Taborów w Sokółce 1925-1931 → Kadra 3 Dywizjonu Taborów
- 4 Szwadron Taborów w Łodzi (od 15 VI 1929 w Łęczycy) 1925-1931 → Kadra 4 Dywizjonu Taborów
- 5 Szwadron Taborów w Krakowie 1925-1931 → 5 Dywizjon Taborów
- 6 Szwadron Taborów we Lwowie 1925-1931 → Kadra 6 Dywizjonu Taborów
- 7 Szwadron Taborów w Poznaniu 1925-1931 → Kadra 7 Dywizjonu Taborów
- 8 Szwadron Taborów w Toruniu 1925-1931 → Kadra 8 Dywizjonu Taborów
- 9 Szwadron Taborów w Brześciu 1925-1931 → Kadra 9 Dywizjonu Taborów
- 10 Szwadron Taborów w Przemyślu 1925-1931 → 10 Dywizjon Taborów

- Dowództwo Taborów i Szefostwo Remontu (1934-1939)
- Kierownictwo Zaopatrzenia Taborowego w Warszawie
- Główna Składnica Taborowa w Warszawie
- Kadra 1 Dywizjonu Taborów w Warszawie (później w Małkini) 1931-1939
- Kadra 2 Dywizjonu Taborów w Lublinie (później w Tomaszowie Lubelskim) 1931-1939
- Kadra 3 Dywizjonu Taborów w Sokółce 1931-1939
- Kadra 4 Dywizjonu Taborów w Łęczycy 1931-1939
- 5 Dywizjon Taborów w Bochni 1931-1939
- Kadra 6 Dywizjonu Taborów we Lwowie (później w Jaworowie) 1931-1939
- Kadra 7 Dywizjonu Taborów w Poznaniu (później w Koninie) 1931-1939
- Kadra 8 Dywizjonu Taborów w Toruniu (później w Lipnie) 1931-1939
- Kadra 9 Dywizjonu Taborów w Brześciu 1931-1939
- 10 Dywizjon Taborów w Przemyślu (od 1933 w Radymnie) 1931-1939

„Specjalnie trudna była sytuacja taborów, gdyż dwa dyony taborów i 8 kadr dyonów taborów miały mobilizować około 300 kolumn taborowych, co przy bardzo słabej kadrze zawodowej, było prawie niemożliwe do wykonania. Ponadto wiadomo było, że dla większości kolumn taborowych nie było umundurowania i innego sprzętu (...). Mobilizacja taborów została gruntownie przerobiona. Przy tej sposobności zostały przesunięte miejsca mobilizacji taborów. W planie mob. «S» wszystkie kolumny taborowe dla dywizji piechoty i armii były mobilizowane przez dyony taborowe, które w DOK I, II, VI, VII, VIII, IX były w siedzibach DOK. W razie mobilizacji spowodowałoby to ogromny napływ ludzi, koni i wozów do miast, będących siedzibą DOK. Otóż w czasie przygotowania do opracowania planu mob. «W» zdołano przesunąć pięć kadr dyonów taborowych poza siedzibę DOK (DOK I do Małkini, DOK II do Tomaszowa Lub., DOK VI do Jaworowa, DOK VII do Konina, DOK VIII do Lipna); tylko w DOK IX kadra dyonu taborowego pozostała w Brześciu. W DOK III, IV, V, X dyony taborowe i kadry były już poprzednio poza siedzibą DOK. Drugim bardzo racjonalnym posunięciem  było częściowe rozłożenie mobilizacji taborów dywizyjnych na pułki piechoty i artylerii poszczególnych dywizji. W każdej dywizji piechoty 4 kolumny taborowe były mobilizowane przez pułki, w terminach dostosowanych do terminów gotowości pułków, a więc dla dywizji alarmowych w alarmie, a pozostałe kolumny były mobilizowane przez dyony taborowe i to przeważnie w mob. normalnej. Poza tym organizację kolumn taborowych dostosowano do typu wozów na terenie poszczególnych OK. We wszystkich dywizjach piechoty czynnych dodano do OdeB dywizji pluton taborowy, przeznaczony do przewożenia 2-ch jednostek ognia dla dywizyjnego dyonu art. ciężkiej. Plutony te były mobilizowane przez pułki artylerii ciężkiej”.

## Tabory w kampanii wrześniowej 1939 roku
Jednostkami taborów i służby remontowej w polu były:
- w dywizji piechoty
  - 2 dowództwa grup marszowych służb typ II
  - 8 kolumn taborowych jedno- lub parokonnych
  - warsztat taborowy parokonny
  - pluton taborowy

- w brygadzie kawalerii
  - 6 kolumn taborowych jedno- lub parokonnych
  - warsztat taborowy

- w armii (SGO):
  - 3 dowództwa grup marszowych służb typ I
  - 6-10 kolumn taborowych jedno- lub parokonnych
  - pluton taborowy parokonny
  - park taborowy
  - zapas koni
- odwód Naczelnego Wodza
  - 40 kolumn taborowych jedno- lub parokonnych

Jednostkami taborów i służby remontowej na obszarze kraju:
- Kierownictwo Zaopatrzenia Taborowego w Warszawie
- Kierownictwo Remontu
- Główna Składnica Taborowa w Warszawie
- Okręgowe Składnice Taborowe nr 1–10
- Zbiornica Taborowa nr 1 w Tomaszowie Lubelskim
- Zbiornica Taborowa nr 2 w Radymnie
- Ośrodek Zapasowy Taborów nr 1 w Bochni
- Ośrodek Zapasowy Taborów nr 2 w Radymnie

Dywizjony taborów i kadry dywizjonów taborów z chwilą zakończenia mobilizacji oraz przekazania nadwyżek do ośrodków zapasowych ulegały rozformowaniu.

## Wojsko Polskie na froncie wschodnim
- Armia Polska w ZSRR (1 Armia Wojska Polskiego)[14]:
  - 1 Samodzielna Kompania Taborowo-Transportowa: dowódca por. Anatol Klityński
  - 2 Samodzielna Kompania Taborowo-Transportowa: dowódca por. Piotr Postolica
- 2 Armia WP[15]: 
  - 4 Samodzielna Kompania Taborowo-Transportowa: dowódca por. Jan Karpaczow
  - 6 Samodzielna Kompania Taborowo-Transportowa[16]: dowódca kpt. Grzegorz But, od 4 kwietnia 1945 – chor. August Rękowski
- 3 Armia WP[17]:
  - 7 Samodzielna Kompania Taborowo-Transportowa: dowódca NN
  - 9 Samodzielna Kompania Taborowo-Transportowa: dowódca NN
- Dowództwo Frontu (Odwód Naczelnego Dowództwa)[15]:
  - 3 Samodzielna Kompania Taborowo-Transportowa: dowódca ppor. Peterman
  - 5 Samodzielna Kompania Taborowo-Transportowa: dowódca por. Bobikow
  - 8 Samodzielna Kompania Taborowo-Transportowa: dowódca por. Antonow

Pododdziały 1 i 2 Armii WP oraz OND zostały rozformowane po zakończeniu wojny.